# 最完美的女孩
《最完美的女孩》（英語：The Perfect Girl）， 奧瑪優勢傳媒（臺灣）行銷，海王天璽文化傳媒（臺灣）出品之電影，由新鋭電影監製劉亭佑出品，改編自網路作家葉聰靈同名作品《最完美的女孩》上冊第一章，集合懸疑、驚悚、推理元素，為2016年金沛晟執導的懸疑驚悚電影，李毓芬、張睿家、謝祖武、梁家榕、戴祖雄領銜主演。全片2016年4月25日殺青，2017年4月28日台灣上映。亦是金沛晟繼《野狼與瑪莉》後，再度執導的作品。

## 剧情简介
人格分裂是介於精神病理學和心理學的一種病症，有人格分裂的人，另一個人格做的事情，主人格都不會知道。

葉欣是犯罪心理學的高材生，擁有美麗的外貌和與之媲美的聰慧頭腦，父親葉景孝是心臟外科權威，男友林邈則是專長法醫學的年輕法醫，葉欣生活週遭的一切看起來是那麼的完美，但在某一天下大雨的深夜，葉欣舊家後院被闖入的野狗挖掘出人骨，同時葉欣收到署名罪惡小葉的信件，信中預告葉欣看似完美的生活即將面臨崩潰。

隨著罪惡小葉的倒數預告，葉欣的週遭牽扯出多條犯案手法驚悚的兇殺命案，葉欣追尋線索同時發現男友與父親各自與命案有著牽扯不清的關聯性，死亡的人是誰？而命案兇手究竟是誰？犯罪動機為何？罪惡小葉的真實身份又是誰？最完美的女孩葉欣能否依靠自己擅長的犯罪心理學抽絲剝繭去尋找出真相？

## 登場人物
| 演員   | 角色         | 介紹 |
| 張睿家 | 林 邈        | 高大帥氣的年輕法醫。長期專注於法醫學研究，因此和擅長犯罪心理學的葉欣有所交集，並成為男女朋友。在他最脆弱的時候葉欣出現在他身邊，兩人從初見面的相處，就像是一個認識了很久的老朋友。而他身邊出現過三個女孩子：庚蒂、夏之煥，米楚。這三個女孩不是離奇死亡就是失蹤。隨著夏之煥的屍體被挖出，最後曾與夏之煥接觸的林邈就被當成嫌疑犯對待。 |
| 李毓芬 | 葉欣         | 甜美可人、聰靈慧黠，專業是犯罪心理學，現在在學校教授主持的研究室下，進行犯罪剖繪資料庫的建立。因出生時在媽媽難產過程中的醫療失誤，導致臉部外貌的缺陷。但這僅是爸爸告訴她的「真相」。某日，葉欣收到了署名「罪惡小葉」的簡訊，內容寫著葉欣殺死三個女孩的過程，而這三個女孩都與男友林邈交往過……                                         |
| 謝祖武 | 葉景孝       | 職務為醫院院長，是心臟外科權威、也是葉欣的爸爸，行事嚴謹，與人交際時始終保持禮貌和淡然的往來，是眾人眼中舉止有範、醫術聲望都值得尊敬的院長。對葉欣的媽媽許美芝視為一生的摯愛，常稱長相端莊高雅的許美芝為「白玫瑰」，並常送她白玫瑰表達情意。但沒有想到後來論及婚嫁的人根本不是許美芝，而是個性熱情，被大家戲稱為「紅玫瑰」的文雅靜。 |
| 梁家榕 | Dr. Alice    | 長相甜美，一點也看不出是從事和罪犯、案件有關的人員。擅長對人性進行剖析，並預測他們下一步的行為，是國外犯罪心理學及犯罪剖繪的第一把交椅，她相信只要給與足夠的誘因，人的行為是可以操控的。若這理論應用於生活上，便可拒絕追求者於無形，或是讓人莫名就替她服務或幫忙。                                                                   |
| 戴祖雄 | 黎威         | 葉欣的表哥，是專跑社會刑案的社會線記者。葉欣因為主修犯罪心理，時常追著表哥詢問他經手的社會案件，葉欣回國念犯罪心裡理學，在社會刑案有交集之後才逐漸熟稔起來。對葉欣很關心，兩人無話不談。 |
| 郭彥均 | 紀哥(紀曉峰) | 心臟外科權威葉景孝在醫院裡的得力助手，崇拜院長葉景孝的醫療技術，熟知葉景孝所有醫療行程紀錄與研究內容。 |
| 可青   | 葉欣人格之一 | 葉欣人格中最熟悉犯罪心理學的人格，藉由與精神科醫師安晨妤對話，逐步剖析出真相。 |
| 陳瑀希 | 米楚         | 林邈之前的女朋友，是個溫婉、善解人意的女孩子。林邈被她善良溫柔的心吸引，但22歲時被發現在住處自殺死亡，且死亡前與林邈有過爭吵…… |
|        | 夏之煥       | 林邈大學時期參加夏令營認識的女孩，有一雙靈活會說話的大眼睛。20歲時失蹤，近日被挖出骸骨，生前最後接觸的人是林邈。 |
| 林星潼 | 庾蒂         | 林邈大學時期的好朋友，19歲時被發現於個人座車內一氧化碳中毒死亡。林邈總是說她皮膚白皙到像透著光一般。 |
| 金允喬 | 許美芝       | 活著的話應該有48歲了，是葉景孝的太太，葉欣的媽媽。 |
| 簡莉紋 | 文雅靜       | 二十多年前與葉欣父親葉景孝一見鍾情、交往、並論及婚嫁，但沒想到和葉景孝最後卻選擇了…… |
| 安晨妤 | 安晨妤       | 精神病理學領域專業的精神科醫師，也是罪惡小葉的主治醫師，對於法院精神鑑定案件有相當影響力，同時是知名電商開店123的CEO。 |

特別演出
- 曾莞婷[6]
- 沈世朋
- 孫克傑
- UNDER LOVER
- 在不瘋狂就等死

## 工作人員
- 監製：劉亭佑
- 導演：金沛辰
- 編劇：原著葉聰靈、編劇王宥蓁
- 製作公司：紅元素娛樂
- 出品公司：奧瑪優勢/海王天璽
- 發行公司：威視股份有限公司／中環國際娛樂事業股份有限公司／海王天璽 共同發行

## 電影預告
電影前導預告

## 外部連結
- 開眼電影網上《最完美的女孩》的資料（繁體中文）
- 豆瓣电影上《最完美的女孩》的資料 （简体中文）
- Yahoo奇摩電影上《最完美的女孩》的資料（繁體中文）
- AllMovie上《最完美的女孩》的资料（英文）
- 香港影庫上《最完美的女孩》的資料（繁體中文）
- 互联网电影数据库（IMDb）上《最完美的女孩》的资料（英文）